# Canon PowerShot G1 X Mark III
G1 X Mark II
Le Canon PowerShot G1 X Mark III est un appareil photographique numérique compact de 24,2 mégapixels fabriqué par Canon et annoncé en octobre 2017. Il remplace le G1 X Mark II. Le capteur 1,5" de ce dernier est remplacé par un capteur APS-C de 24 mégapixels utilisé sur plusieurs appareils réflex et hybrides Canon EOS.

## Caractéristiques
- Capteur CMOS APS-C (22,3 mm × 14,9 mm)
- Processeur d'images : DIGIC 7
- Définition : 24,2 millions de pixels
- Ratio image : 3:2
- Zoom optique x3 (équivalent 24x72 mm), f/2.8-5.6
- Viseur : électronique OLED 0,39" de 2,36 millions de points
- Mode Live View avec couverture 100 % et 30 images par seconde
- Autofocus : 45 collimateurs croisés
- Mesure lumière : 63 zones avec un capteur RVB + IR de 7560 pixels
- Sensibilité : Auto de 100 à 25600 ISO
- Vidéo Full-HD 1080p à 60 images/s avec autofocus continu (AF CMOS Dual Pixel)
- Stabilisation optique 5 axes
- Flash intégré NG 12 ou externe
- Connexions Bluetooth, NFC et Wi-Fi